# Joanna Mizielińska
Joanna Edyta Mizielińska (ur. 7 lipca 1969 w Warszawie) – polska kulturoznawczyni, specjalistka w zakresie gender studies.

## Życiorys
Studiowała według indywidualnego toku studiów w Katedrze Kultury Polskiej na Wydziale Filologii Polskiej Uniwersytetu Warszawskiego (uczęszczała na zajęcia na wydziałach Psychologii, Socjologii i Filozofii).
Na przełomie lat 1997–1998 przebywała na stypendium na Uniwersytecie Środkowoeuropejskim (CEU) w Budapeszcie, gdzie z wyróżnieniem ukończyła studia na wydziale Gender and Culture.
Od 1998 roku prowadzi zajęcia na Podyplomowych Studiach nad Społeczną i Kulturową Tożsamością Płci na Uniwersytecie Warszawskim. Doktorat uzyskała w 2001 roku w Szkole Nauk Społecznych przy Instytucie Filozofii i Socjologii PAN, a habilitację w 2009 r. Po obronie doktoratu przebywała jako stypendystka Fulbrighta na Uniwersytecie Princeton w USA. Prowadziła tam badania pod kierunkiem Judith Butler. Pracuje na stanowisku adiunkta w Instytucie Socjologii Szkoły Wyższej Psychologii Społecznej.
Główne zainteresowania badawcze Joanny Mizielińskiej to: kulturowe wizje płci, ciała i seksualności; problem wykluczenia Innego/Innej/Innych w kulturze i społeczeństwie, kobiecość i męskość w kulturze globalnej, filozofia feminizmu, teoria queer, problematyka rodzicielstwa i nowe modele rodziny.
Jest autorką artykułów na tematy związane z gender studies i teorią queer publikowanych m.in. w The European Journal of Women’s Studies, Przegląd Filozoficzno-Literacki, Pogranicza, Czas Kultury, ResPublica Nowa, OŚKa, Pełnym Głosem, Katedra, Krytyka Polityczna i innych.

## Wybrane publikacje
- (De)Konstrukcje kobiecości. Podmiot feminizmu a problem wykluczenia, Gdańsk 2004, Wydawnictwo Słowo/obraz terytoria, s. 301, ISBN 83-89405-52-0
- Płeć (ciało) seksualność. Od feminizmu do teorii queer, Kraków 2007, Wyd. Universitas, s. 250, ISBN 83-242-0650-7
- (z Małgorzatą Fuszarą, Magdą Grabowską, Joanną Regulską) Współpraca czy konflikt?, Warszawa 2009, Wydawnictwa Akademickie i Profesjonalne, ISBN 978-83-60807-83-5